# Gerald Green
Gerald Green, Jr., född 26 januari 1986 i Houston i Texas, är en amerikansk tidigare basketspelare (shooting guard/small forward) som spelade i NBA.

## Lag
- Boston Celtics (2005–2007)
  - →  Fayetteville Patriots (farmarlag, 2006)
  - →  Florida Flame (farmarlag, 2006)
- Minnesota Timberwolves (2007–2008)
- Houston Rockets (2008)
- Dallas Mavericks (2008–2009)
- Lokomotiv Kuban (2009–2010)
- Krasnyje Krylja (2010–2011)
- Foshan Dralions (2011)
- Los Angeles D-Fenders (farmarlag, 2011–2012)
- New Jersey Nets (2012)
- Indiana Pacers (2012–2013)
- Phoenix Suns (2013–2015)
- Miami Heat (2015–2016)
- Boston Celtics (2016–2017)
- Milwaukee Bucks (2017)
- Houston Rockets (2017–2020)
- Rio Grande Valley Vipers (2022)